# 朱獻文
朱獻文（1872年—1949年4月8日）原名昌煌，字鬱堂，浙江義烏赤岸鎮雅治街村人。中国法学家、政治人物。

## 生平

### 清朝进士
朱獻文出生在一个农民家庭，早年在家乡入私塾，随壁齋公读书。光緒二十三年（1897年），朱獻文中丁酉科拔貢，获得第一名。隨後，他由求是書院入京師大學堂，畢業後通过考试，获得清政府官费留学日本资格，于光緒二十八年（1902年）到日本留学。后于京都帝國大學学习法政，畢業獲法學士學位。归國後，他被選到修订法律馆，參与修訂《大清律例》，任《民法·親屬》篇的起草員。光緒三十四年（1908年），他获法政科進士。宣統元年（1909年），他获授翰林院檢討加四級，封通議大夫。宣統三年（1911年），他出任資政院議員。

### 民国法务
中华民国成立后，1912年，朱獻文自中华民国國務院法制局參事轉任大理院推事。1914年，朱獻文任江西省高等審判廳廳長。任职期間，他在贛州增設了高等法院分廳，创制并任命了中國首批“全省承審員”。1919年6月，他转任京師高等審判廳廳長，任职三年。1922年6月，他調任江蘇省高等審判廳廳長。1927年齊魯戰爭爆發，他辞职归鄉。
1929年5月，朱庶及即将从南京中央陸軍軍官學校畢業时，因有人出賣了该校中共地下黨總支，朱庶及和其他十七人被捕。朱獻文通过营救，使朱庶及及其他十二人于1931年4月获無罪釋放。
1930年11月，朱獻文获南京國民政府簡任為司法院高級參事，并先后获得嘉禾大綬、嘉禾寶光勳章。不久他任視察山東、山西、河北、綏遠、察哈爾等省司法專員。後来，他因弹劾鄭毓秀而同司法院院長王寵惠发生矛盾，辭職归家。

### 抗战之后
1937年7月抗日战争爆发，此后國民政府遷都重慶，朱獻文以年岁大為由辭職回到原籍。1939年春，浙江省籌設浙江省臨時參議會（簡称“省臨參會”），朱獻文應阮毅成的邀请，赴永康下園朱參加省臨參會的工作。1939年11月6日，省臨參會一屆二次大會舉行，朱獻文在会上提出《請妥籌保長辦公費以奠定自治基礎》的議案，议案获通過後，送浙江省政府，由中央组织實施。1940年5月6日，省臨參會一屆三次大會开幕，朱獻文代表全體議員致开幕词。抗日戰争期間，他还被國民政府聘為司法行政部顧問，視察浙江省、江西省、福建省司法事宜。1942年5月，日军進攻浙贛線，相繼占领永康、金華、義烏，朱獻文到縉雲棠慈避居，并到各地了解司法情況。日军占领金華致使金華中學學生大量失學，朱獻文遂邀金華中學校長方豪考察縉雲，並提议将该校迁至縉雲棠慈的金竹，提议为方豪接受，金华中学迁至金竹后重开。
1943年，省臨參會議長陈屺怀病逝，朱獻文繼任議長。抗日战争勝利後，浙江省參議會成立时，他辭職歸乡。1948年9月，朱獻文支持樓望雲等人成立《義烏民報》理事會，并亲自出任名譽會長。
1949年4月8日，朱獻文在金華病逝。其灵柩葬于義烏赤岸鎮挂網山。

## 家庭
- 父：朱增秀